# Ambassade d'Indonésie en France
L'ambassade de la république d'Indonésie à Paris (indonésien : Kedutaan Besar Republik Indonesia di Paris, KBRI Paris) est la représentation diplomatique de la république d'Indonésie auprès de la République française, et également accréditée auprès de Monaco et d'Andorre. Elle est située 47-49 rue Cortambert, à l'angle avec la rue Nicolo, dans le 16e arrondissement de Paris, la capitale du pays. Son ambassadeur est, depuis 2021, Mohamad Oemar (id).

## Histoire
Le 26 mai 1962, l'ambassade est victime d'un attentat au plastic par un engin de faible puissance placé sur le rebord de la fenêtre de la loge du concierge, au rez-de-chaussée.
Le 8 octobre 2004 à 5 h 10, une bombe de moyenne puissance explose devant l'ambassade, faisant 10 blessés légers. L'action est revendiquée par le Front islamique français armé.
Le 21 mars 2012 tôt le matin, un colis piégé explose devant l'ambassade sans faire de blessé mais en occasionnant d'importants dégâts matériels (voitures abîmées, vitres soufflées…), dans un rayon de cinquante mètres environ.

## Ambassadeurs d'Indonésie en France
Les ambassadeurs indonésiens à Paris ont été successivement :

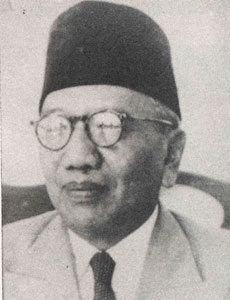
Soesanto Tirtoprodjo a été ambassadeur d'Indonésie à Paris entre 1955 et 1960.

| Date de nomination | Date de nomination | Date de remise des lettres de créance | Date de remise des lettres de créance | Ambassadeur                              |
| ------------------ | ------------------ | ------------------------------------- | ------------------------------------- | ---------------------------------------- |
| ?                  |                    | 5 mai 1950                            | [ JORF 1 ]                            | Nazir Datuk Pamuncak (id)                |
| ?                  |                    | 22 juillet 1953                       | [ JORF 2 ]                            | Ide Anak Agung Gde Agung                 |
| ?                  |                    | 29 avril 1955                         | [ JORF 3 ]                            | Soesanto Tirtoprodjo (id)                |
| ?                  |                    | 3 décembre 1960                       | [ JORF 4 ]                            | Tamzil Gelar Sutan Narajau               |
| ?                  |                    | 1966                                  |                                       | Goesti Pangeran Harjo Djatikoesoemo (id) |
| ?                  |                    | 17 avril 1969                         | [ JORF 5 ]                            | Harry Askari                             |
| ?                  |                    | 5 juillet 1973                        | [ JORF 6 ]                            | Achmad Tahir (id)                        |
| ?                  |                    | 19 octobre 1976                       | [ JORF 7 ]                            | Muhammad Noer                            |
| ?                  |                    | 29 janvier 1981                       | [ JORF 8 ]                            | Barli Halim                              |
| ?                  |                    | 18 décembre 1984                      | [ JORF 9 ]                            | Bachtiar Rifai                           |
| ?                  |                    | 9 juin 1989                           | [ JORF 10 ]                           | Doddy Achdiat Tisna Amidjaja (id)        |
| ?                  |                    | 21 décembre 1993                      | [ JORF 11 ]                           | Wiryono Sastrohandoyo                    |
| ?                  |                    | 4 septembre 1996                      | [ JORF 12 ]                           | Satrio Budihardjo Joedono (id)           |
| ?                  |                    | 10 septembre 1999                     | [ JORF 13 ]                           | Dadang Sukandar                          |
| ?                  |                    | 6 juillet 2001                        | [ JORF 14 ]                           | Adian Silalahi                           |
| ?                  |                    | 10 février 2006                       | [ JORF 15 ]                           | Arizal Effendi (id)                      |
| ?                  |                    | 3 décembre 2010                       | [ JORF 16 ]                           | Rezlan Ishar Jenie (id)                  |
| ?                  |                    | 29 janvier 2015                       | [ JORF 17 ]                           | Hotmangaraja Panjaitan (id)              |
| ?                  |                    | 12 avril 2019                         | [ JORF 18 ]                           | Arrmanatha Christiawan Nasir (id)        |
| 25 octobre 2021    |                    | 22 juillet 2022                       | [ JORF 19 ]                           | Mohamad Oemar (id)                       |

## Consulats
Outre son ambassade à Paris, l'Indonésie possède deux consulats généraux :
- le consulat général de Marseille (Bouches-du-Rhône)
- le consulat général de Nouméa (Nouvelle-Calédonie)
- le consul honoraire à Monaco : M. Mahmoud Shaker Al-Abood[7]

## Galerie

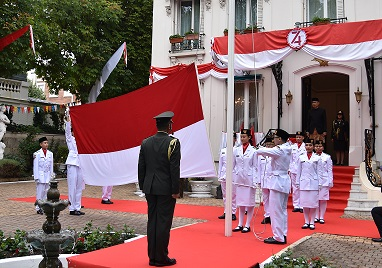
Cérémonie du 74e anniversaire de l'indépendance indonésienne le 17 août 2019, au Wisma Duta, la résidence officielle de l'ambassadeur.
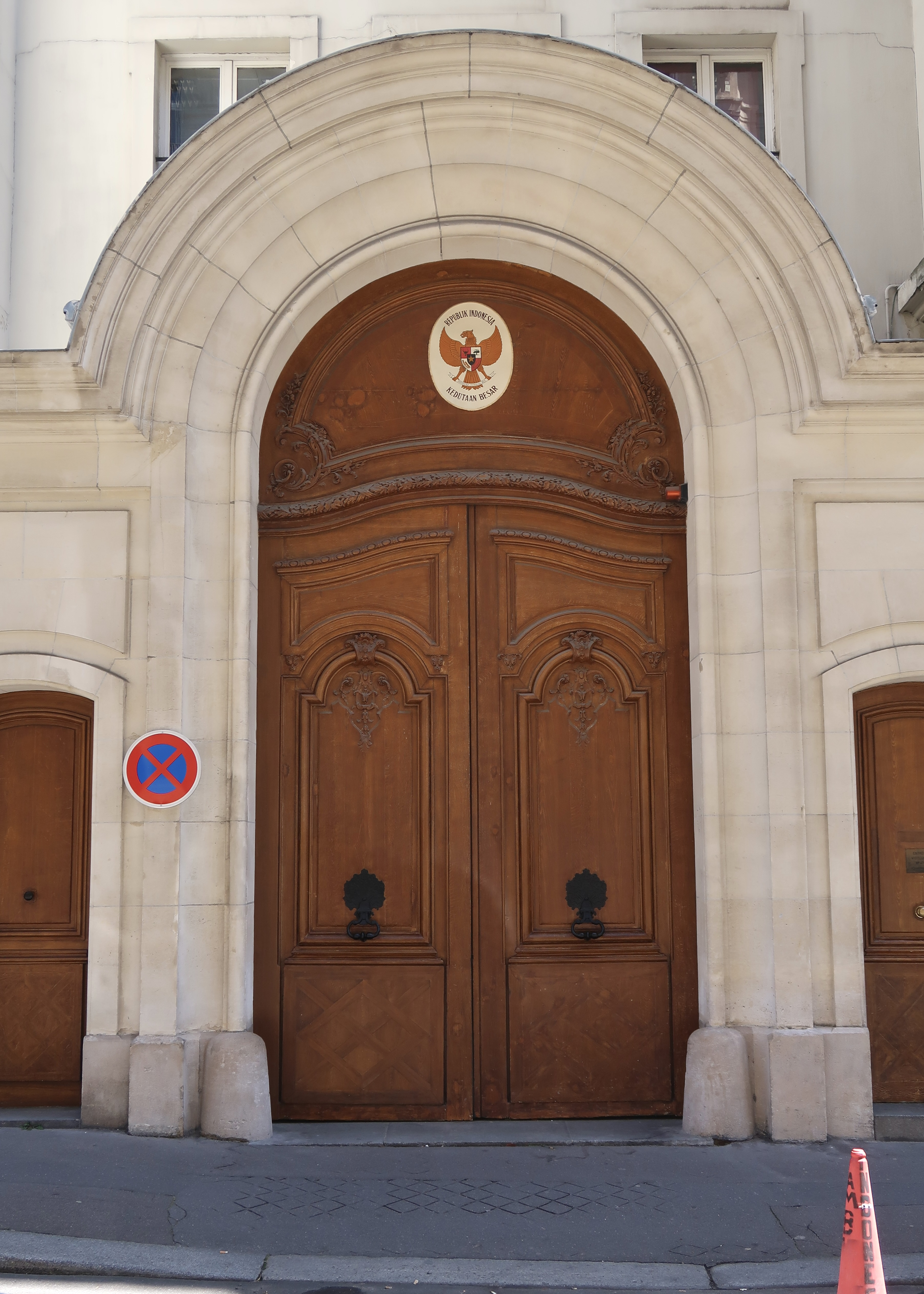
Portail de l'ambassade.
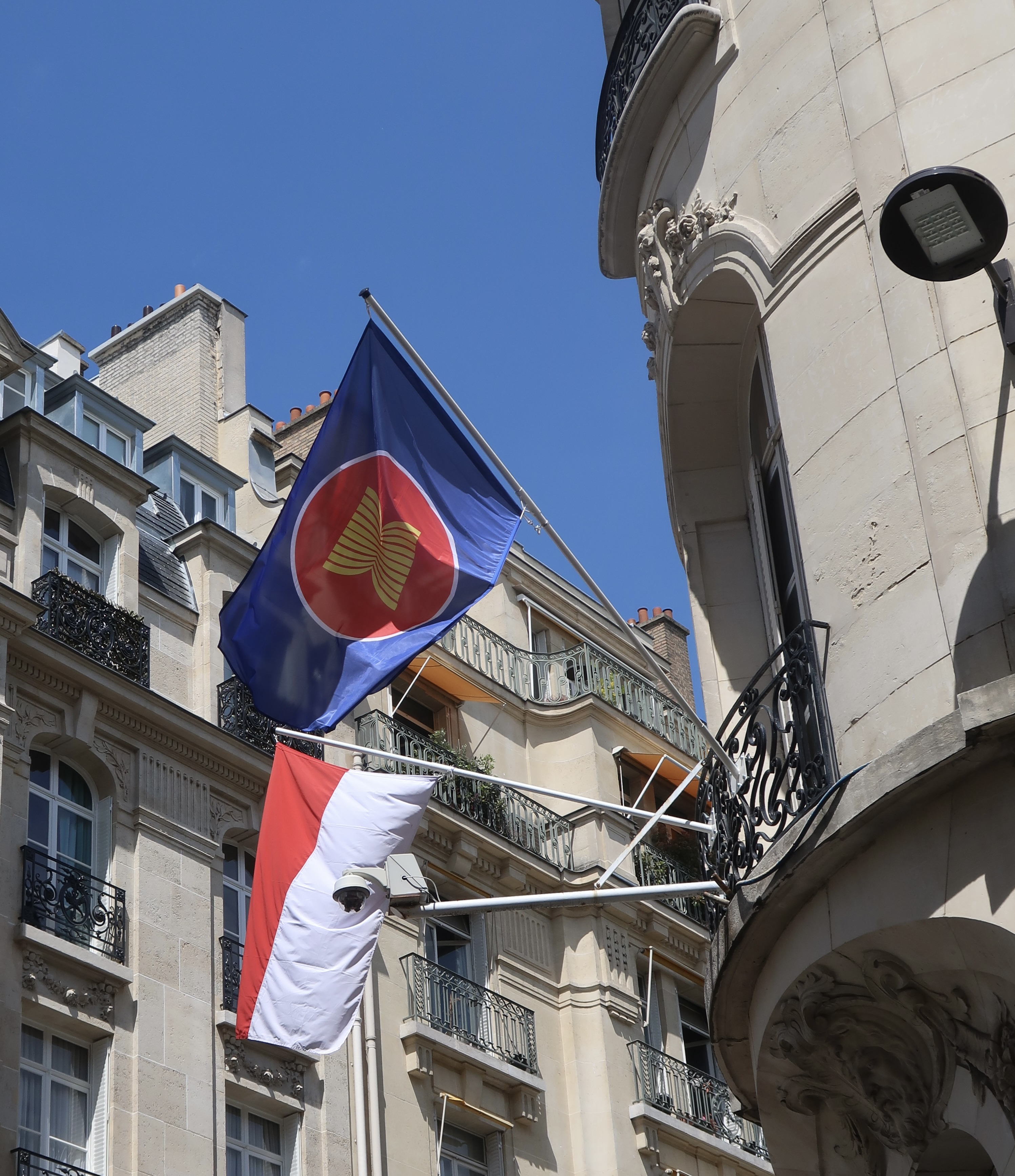
Drapeaux.
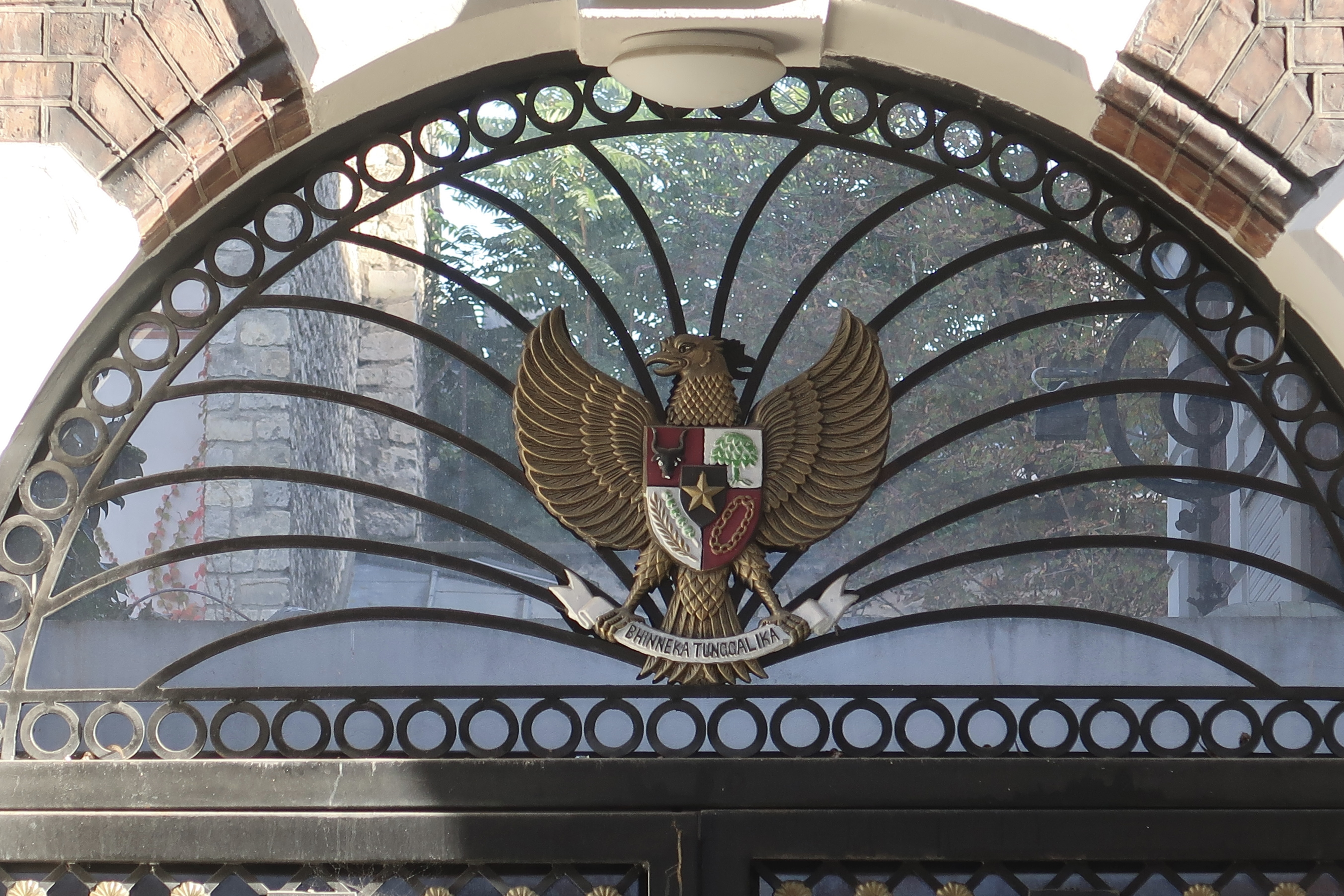
Blason.